# Agere Systems
Agere Systems Inc. era un fabricante de componentes de circuito integrado con sede en Allentown, Pennsylvania. Se creó como una compañía separa de  Lucent Technologies en 2002, Agere se fusionó con LSI Logic formado LSI Corporation en 2007.
Agere nace el 1 de agosto de 2000 como una subsidiaria de Lucent Technologies y luego se convierte en empresa aparte el 1 de junio de 2002.  El nombre Agere era el de una empresa de electrónica con sede en Texas que Lucent había adquirido en el 2000, aunque las pronunciaciones de los nombres de las empresas son diferentes. La compañía de Texas se pronuncia con tres sílabas y una "g" dura: A-gear-uh. El nombre de la empresa se pronuncia con dos sílabas y una "g" dura: A-gear.
Además de la oficina principal en Allentown, la empresa mantuvo también oficinas en:
- Reading, Pennsylvania: Las instalaciones de "Reading Works" (lectura de obras en inglés), anteriormente Lucent/AT&T y Bell Labs. Cerró en 2002.
- Dallas, Texas: Agere Optoelectronics South (OES), anteriormente Hermann Technologies. Comprado en 2000, cerró en 2002.
- Whitefield, India: se encuentra en la ciudad de Bangalore, participa en el diseño de ASIC y el desarrollo de software.
- Ra'anana, Israel: Esta oficina se basa en Modem-Art, un desarrollador de tecnología de procesador avanzado para dispositivos móviles 3G/UMTS, que Agere adquirió en el año 2005.
- China: Shanghái y Shenzhen.
- Nieuwegein, Holanda:Esta antigua división de NCR / AT&T / Lucent Technologies conocida bajo el nombre de WCND (Wireless Communication Network Division) se dedicaba al desarrollo de tecnología Wi-Fi y cerró en diciembre de 2004.
- Tres Cantos, Madrid, España: fábrica de semiconductores (40°36′20″N 3°43′40″O / 40.605429, -3.727752). Producía dispositivos CMOS de 0.3, 0.35 y 0.5 micrómetros[5][6][7]

## Microsoft

### Demanda contra Microsoft por presunto robo de propiedad intelectual
Microsoft fue demandada por Agere por robo de la tecnología clave utilizada en la telefonía por Internet. Las acusaciones hacían referencia a reuniones entre Agere y Microsoft en 2002 y 2003, donde las compañías discutieron la venta de la tecnología de cancelación de eco acústico  estéreo de Agere a Microsoft. Esta tecnología se utiliza para mejorar el sonido de las comunicaciones por teléfono o teleconferencia a través de Internet (es decir, VOIP). Justo antes de firmar el acuerdo, Microsoft puso fin a la discusión diciendo que hizo un avance significativo por sí misma, hasta ahora no revelado por la investigación, y que ya no necesitaba la tecnología de Agere.

### Agere Systems HDA Modem
Agere Systems HDA Modem es un controlador del módem integrado en Windows ( 56 kbps), habitualmente en portátiles. Es un módem por software, definido como dispositivo módem en el bus de audio de alta definición.
La última versión de Agere Systems HDA Modem es 2.1.87, aparecida el 13/07/2009. Para utilizarlo se necesita Windows Vista o superior, aunque también se puede utilizar en Linux, instalando scanModem.